# Clunio virginianus
Clunio virginianus är en tvåvingeart som beskrevs av Analia C.Paggi 1985. Clunio virginianus ingår i släktet Clunio och familjen fjädermyggor. Inga underarter finns listade i Catalogue of Life.